# سامسئونگ-دونگ (دائجون)
سامسئونگ-دونگ (دائجون) (به لاتین: Samseong-dong) یک منطقهٔ مسکونی در کره جنوبی است.